# Digitale Bühne
Die Digitale Bühne (auch Digital Stage) ist eine Plattform für audiovisuellen Konferenzschaltung, die sich an Kunst-, Musik- und Theaterensembles richtet. Die Software soll es ermöglichen, an verteilten Orten online zu proben und live auf einer digitalen Bühne im Internet aufzutreten.

## Projekt
Die Initiative entstand im März 2020 aus dem WirVsVirus-Hackathon der deutschen Bundesregierung mit dem Ziel, während der Kontaktbeschränkungen in der COVID-19-Pandemie eine Möglichkeit zu entwickeln, live im Internet proben und auftreten zu können.
Das Projekt soll Probleme klassischer Videokonferenzprogramme wie Audiokompression oder verzögerte Übertragungsgeschwindigkeit beheben. Dazu kooperiert die Initiative mit ähnlichen Projekten und wird dabei von vielen künstlerischen Institutionen, Verbänden und Förderern unterstützt.
Die in der Testphase befindliche Plattform ist gemeinnützig und soll nach eigenen Angaben kostenfrei angeboten werden für Mitglieder von Partnerinstitutionen und -verbänden, beispielsweise Hochschulen, Musik-, Theater-, Tanzschulen, Theater sowie Amateur-Ensembles wie Chöre, Tanz- und Theatergruppen, Kammerensembles, Blaskapellen und Orchester.

## Trägerschaft
Die Digitale Bühne ist eine Initiative des Instituts für künstlerische Forschung Berlin und des Zentrums Bundesrepublik Deutschland des Internationalen Theaterinstituts.

## Förderung
Die Digitale Bühne wird unter anderem gefördert im Programm Neustart Kultur der Beauftragten für Kultur und Medien der Bundesregierung, der Stiftung Niedersachsen, der Crespo Foundation und durch das Bundesministerium für Bildung und Forschung.